# ملعب ويكميد بارك
ويكميد سوكر بارك هو مجمع ملاعب كرة القدم في كاري، نورث كارولينا، الولايات المتحدة. وهو يتكون من ملعب رئيسي مخصص لكرة القدم يسمى Sahlen، ملعبان مضاءان للتدريب وأربعة ملاعب إضافية. يحتوي الملعب الرئيسي على 10,000 مقعد. يضم المجمع أيضًا مضمار سباق كامل الطول، كما يضم مكاتب نادي شمال كارولاينا.